# دیوید گوردون
دیوید گوردون (David Gordon) (متولد ۷ آوریل ۱۹۴۸)، فیلسوف لیبرترین و مورخ روشنفکری اهل ایالات متحده است که تحت تأثیر نظریات اقتصادی راتباردی قرار دارد. پیتر جی. بوتکه در ژورنال «مقالات منطقِ» بنیاد منطق (Reason Foundation) خود، مقاله شماره ۱۹، خزان ۱۹۹۴ میلادی، گوردون را به عنوان «یک فیلسوف و مورخ روشنفکری که شدیداً متأثر از نظریات اقتصادی راتباردی است» توصیف می‌کند. او عضو ارشد مؤسسه لودویگ فون میزس و ویراستار میزس ریویو است.

## اوایل زندگی و تحصیلات
گوردون مدرک‌های تحصیلی خود را از دانشگاه کالیفرنیا، لس‌آنجلس به‌دست‌آورد، از جمله مدرک دکترای تخصصی در رشته تاریخ روشنفکری. او به متخصص نظریات موری راتبارد مبدل شد.

## حرفه
در ۱۹۸۵ میلادی، گوردون همراه با استاد والتر بلاک روی یک مقاله مروری حقوقی تحت عنوان «اخاذی و اِعمال حقوق آزادی بیان» کار کردند، مقالهٔ که تناقض‌ها و پارادکس‌ها در قوانین ضد باج‌گیری و شرایطی که این چنین قوانین پذیرفتنی هستند، را مورد بررسی قرار می‌دهد.
او با نشریه‌های علمی چون آنالیسیز، انترنشنل فیلاسوفیکل کوارترلی، ژورنال آف لیبرترین ستدیز، کوارترلی ژورنال آف آسترین ایکنامیکس، سوشیال فیلاسوفی اند سیاست و ایکان ژورنال واچ همکاری داشته‌است.
او همچنین مقالاتی در اورنج کانتی رجیستر، دی امریکن کانسروتیو و فریمان منتشر کرده‌است.
کتاب ۱۹۹۱ گرودون تحت عنوان «زنده کردن مارکس: مارکسیست‌های تحلیلی در مورد آزادی، استثمار و عدالت»، توسط اندیشمند مؤسسه میزس، یوری مالسیو به عنوان «باطل سازی تلاش‌های نئو-مارکسیستی برای نجات این نظام از خود آن» توصیف گردید. این کتاب که به استدلال‌های فیلسوفان سیاسی مارکسیست مانند جرالد آلن کوهن، جون ایلستر و جان رومر پاسخ می‌دهد، تمامی اشکال مارکسیسم را به لحاظ نظری غیرقابل اجراء می‌داند. «مرور علوم سیاسی آمریکا» (American Political Science Review) اظهار داشت که استدلال گوردون «تا حدی خام» بود: کاپیتالیسم نمی‌تواند استثمارگرانه باشد و کاپیتالیسم مبتنی بر لِسه‌فِر می‌تواند باعث یک جهان عادلانه شود. بنابرین، گوردون نتیجه‌گیری می‌کند که مارکسیسم «کاملاً ناکام» است. ژورنال جامعه‌شناسی معاصر (Contemporary Sociology) بیان داشت که گوردون موفق نشد تا نشان دهد که مارکسیست‌های تحلیلی «یک سلاح مهیب در دستان ضد-مارکسیست‌ها» همانند خود وی، بودند. گفته می‌شد که گوردون لیاقت اندکی در استدلال‌های ضد-مارکسیستی از خود نشان داده و «اشتباهات به‌آسانی قابل خودداری» را مرتکب می‌شد.
«مرور متافیزیک» (Review of Metaphysics) این کتاب را بیشتر مثبت ارزیابی نموده و تشریح می‌نماید که چگونه گوردون به این هدف واضح خود که همانا تشریح این بود که کوهن، ایلستر و رومر چگونه در «احیای مجدد نظریات اقتصادی مارکس» ناکام بودند، به‌طور موفقیت‌آمیز دست یافته‌است. این نقدنامه همچنین اظهار داشت که این کتاب همچنین یک هدف ثانوی نهفته داشت و این هدف توجیه گوردون از موضع لیبترین خود وی بود و این قسمت از کتاب «به مراتب مهیج‌ترین» بخش آن بود. دانشمند علوم سیاسی آکسفورد دیوید لیوپولد در این مورد آزمایش دستی گوردون که آیا یک نویسنده می‌تواند به عنوان یک مارکسیست تحلیلی که بخشی از یک درک «گمراه کننده و تاسف‌بار» مشهور در مورد این مکتب است، صنف بندی گردد یا خیر اظهار نظر نمود و گفته‌است گوردون با نوشتن یک موضوع طرفدارانه در مورد دیالکتیک، به این معنی است که این نویسنده باید «از فهرست خط زده شود».
کتاب سرچشمه‌های فلسفی اقتصاد اتریشی (۱۹۹۲) گوردون که منشأ فلسفی نظریات اقتصادی کارل منگر را به بررسی می‌گیرد، از سوی موری راتبارد بسیار تحسین شد. باری اسمیت نقدی در مورد این کتاب در ژورنال رویو آف آسترین ایکنامیکس نوشته و از این کتاب برای تقسیم بسیار-ساده فیلسوفان به دو حوزه – آلمانی (هگلی، ارگانیسیست و ضدعلم) و اتریشی (ارسطویی، فردگرا و طرفدارِ علم) – با این وجود که فیلسوفان تعاملات بسیار پیچیده‌ای میان هم داشتند، انتقاد نموده‌است. به عنوان مثال فرانتس برنتانو نمونه تفکر اتریشی است، هرچند او در آلمان متولد شده و قویاً تحت تأثیر فیلسوف آلمانی فریدریش ادولف ترندلنبورگ قرار داشت. گوردون بعدها مقالهٔ تحت عنوان «تجدید نظرهای در مورد سرچشمه‌های فلسفی اقتصاد اتریشی» نوشت تا برخی موارد اضافی و تصحیح‌های را برای کتابش فراهم نماید.
گوردون مجموعه از رساله‌های تجزیه طلبی، دولت و آزادی (۲۰۰۲ میلادی) را ویراستاری نمود، یازده رساله که پیشنهاد می‌نمود، به تجزیه‌طلبی باید جداً دقت شود. این رساله‌ها تاریخ ایالات متحده را بررسی می‌کند، به مسائل نظری می‌پردازد و نظریه را بر دنیای مدرن اِعمال می‌کند.
در ۲۰۱۱ میلادی، گوردون مطالعه‌ای را همراه با پیر نیلسون در مورد کتاب‌های به‌نشر رسیده توسط انتشارات دانشگاه هاروارد انجام داد. آن‌ها نتایج تحلیل‌های خود را با عنوان «مشخصات ایدئولوژیکی انتشارات دانشگاه هاروارد: دسته‌بندی ۴۹۴ کتاب چاپ شده از ۲۰۰۰ تا ۲۰۱۰ میلادی» در ایکان ژورنال واچ، چاپ نمودند. آن‌ها تحلیل خود را در یک صفحه اکسیل ارایه کرده و کتاب‌ها را بر مبنای معیار نامعلوم (unknown) دسته‌بندی نمودند، نتیجه‌گیری آن‌ها این بود که مسئله این نیست که انتشارات دانشگاه هاروارد «ایدئولوژیک است، بلکه ایدئولوژی آن به‌طور غالب چپ‌گرا است». نویسندگان این مطالعه تصدیق نمودند که آن‌ها تمامی کتاب‌های را که دسته‌بندی نمودند، شخصاً نخواندند. یکی از منتقدان اظهار داشت که نویسندهٔ کتاب خود را «چپ‌گرا» نمی‌پنداشت و همچنین دلیل این‌که سایر کتاب‌ها چپ‌گرا دسته‌بندی شدند واضح نبود.

## ارزیابی‌ها
موری راتبارد، گوردون را به عنوان یک دوست و «آقای دانشور» توصیف کرد. لویگی مارکو باسانی و کارلو لوتیری در مجموعه رساله‌های شایعه دفاع ملی از هانس هرمان هپه، گوردون را «منتقد نیمه رسمی اجتماع لیبرترین» توصیف نمودند. روزنامه‌نگار بریان دوهرتی در پیش‌گفتار خود برای کتاب شدیداً محرم (۲۰۱۰) اثر راتبارد، می‌نویسد که گوردون «تنها فردی حاضر است که به اندازه راتبارد در مورد پس‌زمینه تاریخی، فلسفی و اقتصادی لیبرترینیسم می‌داند». اورنج کانتی رجستر در یکی از سرمقاله‌های خود، گوردون را به عنوان یک «همه‌چیزدان» توصیف می‌کند.